# Irene Hervey
Irene Hervey, all'anagrafe Beulah Irene Herwick (Venice, 11 luglio 1909 – Woodland Hills, 20 dicembre 1998), è stata un'attrice statunitense.

## Biografia
Irene Hervey fu allieva dell'attrice britannica Emma Dunn, amica della madre, che la avviò alla recitazione. Dopo aver frequentato la Venice High School a Los Angeles, apparendo in produzioni teatrali scolastiche, nel 1933 firmò un contratto con la Metro-Goldwyn-Mayer, facendo un'apparizione nel film Il ritorno della straniera (1933) di King Vidor, a fianco di Lionel Barrymore. Prestata dalla MGM ad altri studios, l'anno successivo ebbe il ruolo di Valentine de Villefort in Il conte di Montecristo (1934), prodotto dalla United Artists, quindi recitò nel poliziesco L'artiglio giallo (1935), con protagonista Warner Oland nel ruolo del detective orientale Charlie Chan. 
Nel 1936 firmò un contratto con la Universal Pictures e recitò in numerosi film per lo studio, tra cui il western Partita d'azzardo (1939) con James Stewart e Marlene Dietrich, le commedie musicali Un angolo di cielo (1939) con Bing Crosby e Hellzapoppin in Grecia (1940), quest'ultimo accanto al marito, il tenore Allan Jones, fino all'horror Night Monster (1942), con Bela Lugosi. Nel 1943 rimase gravemente ferita in un incidente stradale e, salvo un'apparizione sul palcoscenico nella commedia No Way Out (1944), per alcuni anni rimase lontana dalle scene. Tornò alla recitazione nel 1948 con il film Il signore e la sirena, accanto a William Powell, quindi nei noir La traccia del serpente (1949), con Dan Duryea, e Ultimatum a Chicago (1949), con Alan Ladd.
All'inizio degli anni cinquanta, la Hervey passò al piccolo schermo, all'epoca in piena affermazione. Apparve in numerose serie televisive antologiche, come Fireside Theatre (1954-1955) e Lux Video Theatre (1953-1956), e recitò in telefilm di grande successo come Perry Mason, di cui interpretò tre episodi, The Case of the Black-Eyed Blonde nel 1958, The Case of the Jealous Journalist nel 1961, e The Case of the Lawful Lazarus nel 1963. Ebbe un ruolo ricorrente nella serie poliziesca Honey West (1965-1966), interpretando Meg, zia della detective privata protagonista (Anne Francis), ed ottenne una candidatura ai Primetime Emmy Awards come miglior attrice non protagonista per il ruolo di Beatrice Brady nel telefilm Io e i miei tre figli. 
Nell'ultima parte della sua carriera, Irene Hervey apparve ancora sul grande schermo, prima nel ruolo di Mrs. Durant nella commedia Fiore di cactus (1969), poi nel thriller Brivido nella notte (1971), diretto e interpretato da Clint Eastwood. Nel 1978 recitò in un episodio della serie Charlie's Angels, The Jade Trap, accanto a Joan Leslie, Lurene Tuttle e Victoria Shaw. Si ritirò dalle scene nel 1981, dopo un'ultima apparizione nella miniserie Tv Goliath Awaits.

## Vita privata
Irene Hervey ebbe una figlia, Gail, dal primo matrimonio con William Fenderson, sposato nel 1929. Nel 1936 sposò l'attore Allan Jones, da cui divorziò nel 1957. La coppia ebbe un figlio, Jack Jones, nato nel 1938 e divenuto celebre cantante pop e jazz.
L'attrice morì il 20 dicembre 1998, per insufficienza cardiaca, a Los Angeles. Per il suo contributo all'industria cinematografica, ha una stella sulla Hollywood Walk of Fame, al n. 6336 di Hollywood Boulevard.

## Filmografia parziale

### Cinema
- Il ritorno della straniera (The Stranger's Return), regia di King Vidor (1933)
- Il conte di Montecristo (The Count of Monte Cristo), regia di Rowland V. Lee (1934)
- Il mistero della rocca rossa (The Dude Ranger), regia di Edward F. Cline (1934)
- La galleria della morte (Hard Rock Harrigan), regia di David Howard (1935)
- L'artiglio giallo (Charlie Chan in Shanghai), regia di James Tinling (1935)
- Un angolo di cielo (East Side of Heaven), regia di David Butler (1939)
- Partita d'azzardo (Destry Rides Again), regia di George Marshall (1939)
- Hellzapoppin in Grecia (The Boys from Syracuse), regia di A. Edward Sutherland (1940)
- Night Monster, regia di Ford Beebe (1942)
- Il signore e la sirena (Mr. Peabody and the Mermaid), regia di Irving Pichel (1948)
- La donna ombra (The Lucky Stiff), regia di Lewis R. Foster (1949)
- La traccia del serpente (Manhandled), regia di Lewis R. Foster (1949)
- Ultimatum a Chicago (Chicago Deadline), regia di Lewis Allen (1949)
- Ore di angoscia (A Cry in the Night), regia di Frank Tuttle (1956)
- Gioventù ribelle (Teenage Rebel), regia di Edmund Goulding (1956)
- Fiore di cactus (Cactus Flower), regia di Gene Saks (1969)
- Brivido nella notte (Play Misty for Me), regia di Clint Eastwood (1971)

### Televisione
- Lux Video Theatre – serie TV, 4 episodi (1953-1956)
- Climax! – serie TV, episodio 1x22 (1955)
- Stage 7 – serie TV, episodio 1x18 (1955)
- Damon Runyon Theater – serie TV, episodio 1x18 (1955)
- The George Burns and Gracie Allen Show – serie TV, 5 episodi (1955-1958)
- Matinee Theatre – serie TV, 8 episodi (1955-1958)
- Corky, il ragazzo del circo (Circus Boy) – serie TV, episodio 1x14 (1957)
- Panico (Panic!) – serie TV, episodio 1x08 (1957)
- Perry Mason – serie TV, 3 episodi (1958-1963)
- Thriller – serie TV, episodio 1x08 (1960)
- Bourbon Street Beat – serie TV, episodio 1x33 (1960)
- Peter Gunn – serie TV, episodio 3x17 (1961)
- Surfside 6 – serie TV, episodio 1x31 (1961)
- June Allyson Show (The DuPont Show with June Allyson) – serie TV, episodio 2x16 (1961)
- Hawaiian Eye – serie TV, 3 episodi (1961-1962)
- Follow the Sun – serie TV, episodio 1x18 (1962)
- Corruptors (Target: The Corruptors) – serie TV, episodio 1x16 (1962)
- Indirizzo permanente (77 Sunset Strip) – serie TV, episodio 4x37 (1962)
- The Wide Country – serie TV, episodio 1x07 (1962)
- Ai confini della realtà (The Twilight Zone) – serie TV, episodio 5x18 (1964)
- La legge di Burke (Burke's Law) – serie TV, episodio 1x19 (1964)
- Honey West – serie TV, 16 episodi (1965-1966)
- Tre nipoti e un maggiordomo (Family Affair) – serie TV, episodi 3x08-5x01 (1968-1970)
- Io e i miei tre figli (My Three Sons) – serie TV, 3 episodi (1969-1972)
- Charlie's Angels – serie TV, episodio 2x24 (1978)
- Il Golia attende (Goliath Awaits) – miniserie TV, 2 puntate (1981)

## Doppiatrici italiane
- Tina Lattanzi in Ultimatum a Chicago
- Renata Marini in Ore di angoscia
- Micaela Giustiniani in Gioventù ribelle
- Adriana De Roberto in Fiore di cactus
- Franca Dominici in Brivido nella notte
- Paila Pavese in Charlie's Angels